# بيتر فرنكل
بيتر فرنكل (بالألمانية: Peter Frenkel)‏ (و. 1939  م) هو منافس ألعاب قوى من ألمانيا، وألمانيا الشرقية، ولد في إكارتسبرغا، شارك في الانتخابات الرئاسية الألمانية 2012، وألعاب قوى في الألعاب الأولمبية الصيفية 1972 – رجال 20 كيلومتر مشي ‏، وألعاب قوى في الألعاب الأولمبية الصيفية 1968 – رجال 20 كيلومتر مشي ‏، وألعاب قوى في الألعاب الأولمبية الصيفية 1976 – رجال 20 كيلومتر مشي ‏.

## جوائز
حصل على جوائز منها:

وسام الاستحقاق الوطني الفضي

## روابط خارجية
- بيتر فرنكل على موقع الاتحاد الدولي لألعاب القوى (الإنجليزية)
- بيتر فرنكل على موقع اللجنة الأولمبية الدولية (الإنجليزية)
- بيتر فرنكل على موقع أوليمبيديا (الإنجليزية)